# Marek Bieberstein
Marek Bieberstein (ur. 1884 w Tarnopolu, zm. 14 maja 1944 w KL Plaszow) – polski nauczyciel pochodzenia żydowskiego, przewodniczący krakowskiego Judenratu podczas okupacji niemieckiej. 

## Życiorys
Był bratem Aleksandra Biebersteina. Przed wojną był nauczycielem w Państwowej Szkole Powszechnej im. Jana Długosza w Krakowie. Po wybuchu II wojny światowej został wyznaczony przez niemieckie władze okupacyjne na pierwszego przewodniczącego Gminy Żydowskiej w Krakowie (Judenratu). Funkcję tę objął z rozkazu szefa administracji cywilnej gestapo. W getcie pełnił również funkcję członka Żydowskiej Samopomocy Społecznej. W maju 1941 został aresztowany i osadzony w więzieniu na 18 miesięcy pod zarzutem brania łapówek. Po likwidacji getta trafił do obozu koncentracyjnego w Plaszowie, gdzie został zamordowany zastrzykiem z fenolu.  